# Rathaus Schöneberg

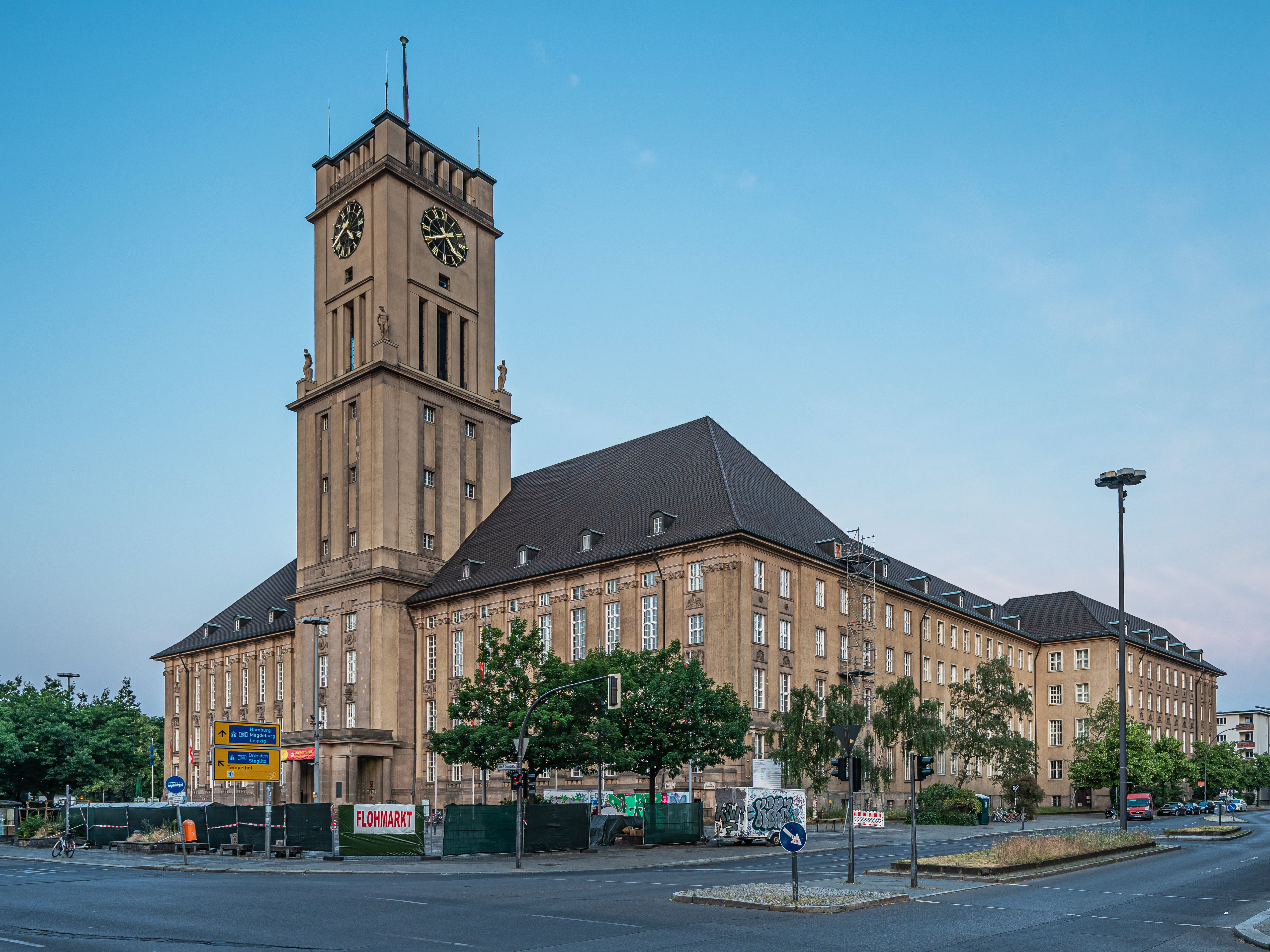
Rathaus Schöneberg en el John-F.-Kennedy-Platz en la actualidad.

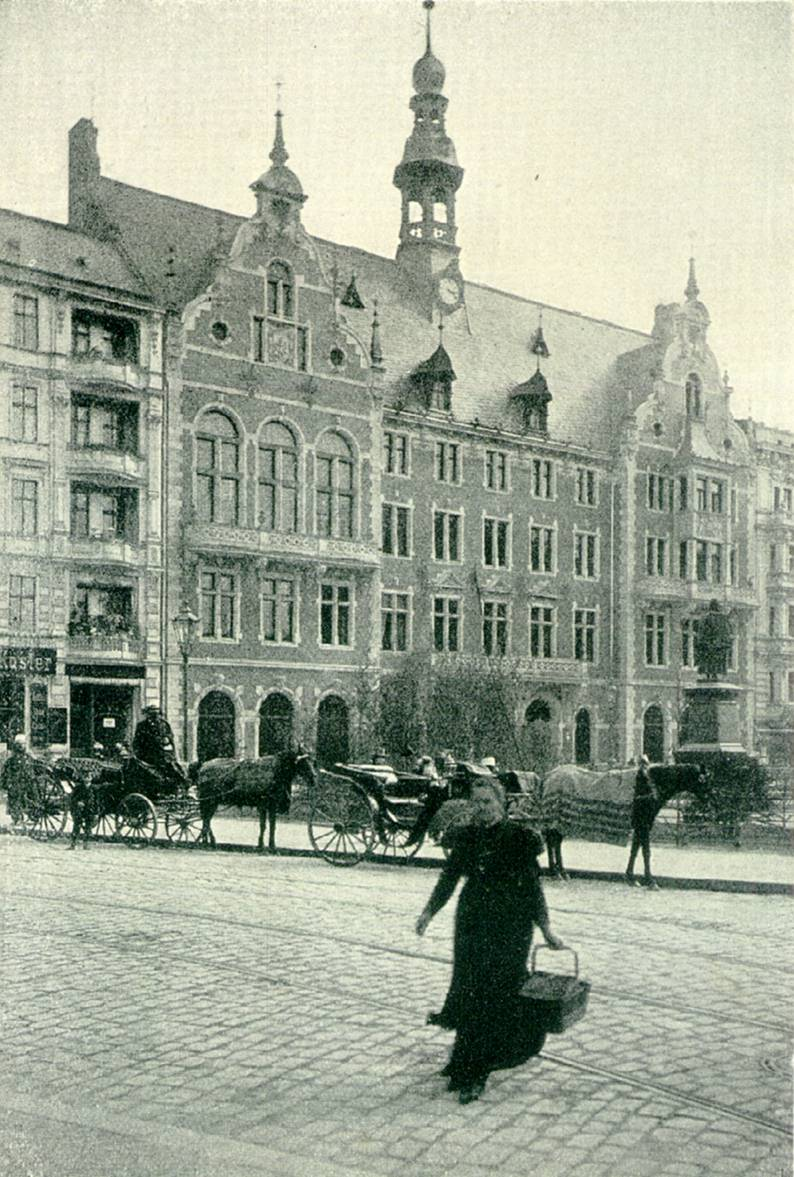
Rathaus de la comunidad de Schöneberg en el Kaiser-Wilhelm-Platz el año 1895.

El Rathaus Schöneberg fue el ayuntamiento (Rathaus en alemán) para la comunidad de Tempelhof-Schöneberg en Berlín.

## Historia

### Periodo del Kaiser-Wilhelm-Platz
El ayuntamiento de Schöneberg (hoy en día incorporada a Berlín como un barrio) se ubicaba en 1874 originariamente en el Kaiser-Wilhelm-Platz, ya en el periodo de 1891 y 1892 se empezó el traslado del personal de este edificio a otros debido a que Schöneberg traspasó su administración a Berlín debido a su rápido crecimiento en aquella época. El edificio del viejo ayuntamiento de la plaza Kaiser-Wilhelm-Platz fue completamente destruido en los bombardeos de la Segunda Guerra Mundial por los aliados. Hoy en día sólo existe una lápida en el Kaiser-Wilhelm-Platz haciendo recuerdo conmemorativo acerca de su existencia.

### Periodo del John-F.-Kennedy-Platz
El nuevo edificio (que actualmente se denomina Rathaus Schöneberg) se construyó con anterioridad en los años 1911–1914 siguiendo las directrices del diseño de los arquitecto s Peter Jürgensen y Jürgen Bachmann siendo alcalde de la ciudad Rudolph Wilde. Este edificio se encuentra en la actualidad en la: John-F.-Kennedy-Platz (antiguamente Rudolph-Wilde-Platz). En este edificio el año 1920 se firmó el marco de las leyes de lo que sería Groß-Berlin (el Gran Berlín). 
Durante la Segunda Guerra Mundial el edificio se dañó gravemente y bastó con los trabajos del arquitecto Kurt Dübbers para que fuera erigido tal y como lo conocemos hoy en día. Se construyó la línea de metro berlinesa U-Bahnlinie 4 siendo una de sus estaciones. Tras la guerra el edificio quedó en la parte de Berlín occidental siendo centro de la política.
El edificio del ayuntamiento se hizo mundialmente famoso en el año 1963 (por aquel entonces estaba ubicado el edificio en la denominada Rudolph-Wilde-Platz) cuando hace su aparición el presidente de Estados Unidos John F. Kennedy haciendo su famoso discurso proclamando "Ich bin ein Berliner". Tras este evento la plaza fue renombrada tal y como se conoce en la actualidad John-F.-Kennedy-Platz (quitando el nombre de Rudolph-Wilde-Platz en honor a Rudolph Wilde alcalde que planificó el antiguo edificio).
Hoy en día reside en el edificio una exposición permanente en honor de la vida de Willy Brandt (1913 - 1992), alcalde de Berlín occidental desde 1957 hasta 1966, Canciller de la República Federal de Alemania en el periodo 1969 - 1974.

## Literatura
- Wilfried Welz, Cornelius C. Goeters: Rathaus Schöneberg – Stationen einer politischen Karriere. Verlag Arno Spitz, Berlín 1995